# Епархия Юйцы
Епархия Юйцы (лат. Dioecesis Iuzeanus) — епархия Римско-Католической церкви c центром в городе Юйцы, Китай. Епархия Юйцы входит в митрополию Тайюаня. Кафедральным собором епархии Юйцы является собор святого Иосифа.

## История
17 июня 1931 года Римский папа Пий XI выпустил бреве Cum Minister, которым учредил апостольскую префектуру Юйцы, выделив его из апостольского викариата Тайюаньфу (сегодня — Архиепархия Тайюаня).
9 марта 1944 года апостольская префектуру Юйцы была преобразована в апостольский викариат.
11 апреля 1946 года Римский папа Пий XII издал буллу Quotidie Nos, которой преобразовал апостольский викариат Юйцы в епархию.
После образования Китайской Народной Республики все иностранные священнослужители были изгнаны из епархии Юйцы, которая оставалась вакантной до 1953 года, когда в подполье был рукоположен в епископа священник Антоний Ян Гуаньци. В 1957 году он был арестован за незаконную религиозную деятельность. В 1958 году епископ Антоний Ян Гуаньци умер в тюрьме. С тех пор епархия Юйцы была вакантной до 14 сентября 1999 года, когда Святой Престол назначил епископом епархии Юйцы священника Иоанна-Баптиста Ван Цзиня.

## Ординарии епархии
- епископ Пьетро Эрменегильдо Фокаччиа (16.01.1932 — 12.08.1953);
- епископ Антоний Ян Гуаньци (20.09.1953 — 11.11.1958);
  - Sede vacante (c 11.11.1958 — 14.09.1999);
- епископ Иоанн-Баптист Ван Цзинь (с 14.09.1999 — по настоящее время).

## Источник
- Annuario Pontificio, Libreria Editrice Vaticana, Città del Vaticano, 2003
- Бреве Cum Minister, AAS 24 (1932), стр. 109  (лат.)
- Булла Quotidie Nos, AAS 38 (1946), стр. 301   (лат.)